# Черноморское

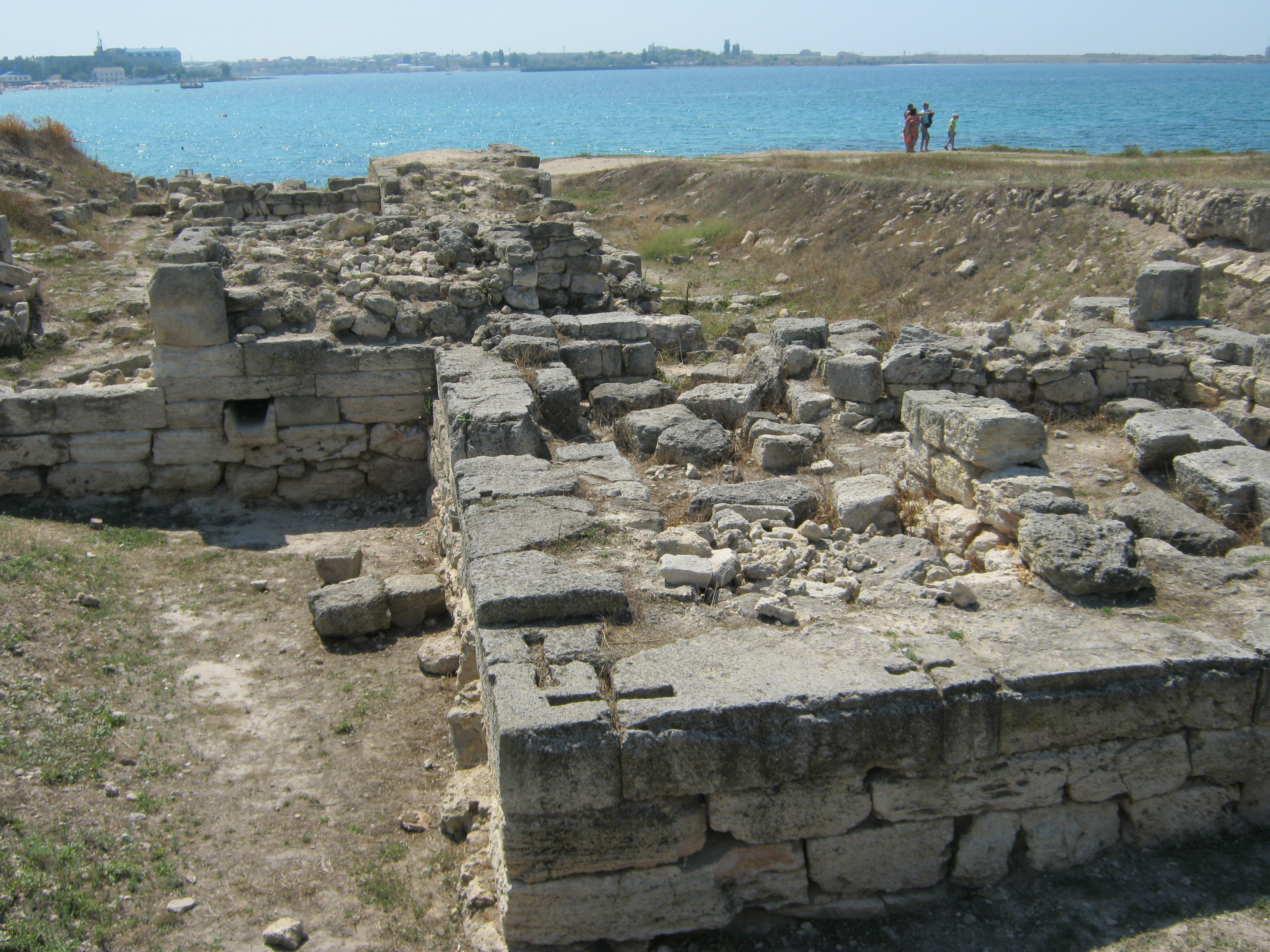
Вид из крепости Калос Лимен

Черномо́рское (до 1944 года Ак-Мече́ть; укр. Чорноморське, крымскотат. Aqmeçit, Акъмечит) — приморский посёлок городского типа на западной оконечности Крыма — Тарханкутском полуострове. Центр Черноморского района Крыма. Образует Черноморское сельское поселение (Черноморский поселковый совет) как единственный населённый пункт в его составе.
Узкая бухта омывает Черноморское. В северной части городской застройки пгт у пляжа расположено пресное Ак-Мечетское озеро, а в северо-западной — солёное Маякское озеро.
Историческое название, изменённое в 1944 году после депортации крымских татар. Ак-Мечеть переводится с крымскотатарского как «белая мечеть». Жители Черноморского довольно часто именуют свой посёлок городом и употребляют название «Черноморск».

## История
Первыми жителями Черноморского были эллины, которые появились на берегу нынешней бухты Узкой в период греческой колонизации (около IV века до н. э.). Они основали здесь город Калос Лимен (с древнегр. — Прекрасная гавань, Счастливая гавань). Калос Лимен был одним из важных центров сельскохозяйственной округи — хоры, подчиненной древнегреческому городу-государству Херсонес Таврический. Во II веке до н. э., в период греко-скифской войны, город был захвачен скифами, потом освобождён прибывшими сюда херсонеситами. Тем не менее, греки не имели сил долго удерживать Калос Лимен в своих руках, и в северо-западном Крыму утвердились скифы. По предположению учёных, скифы оставили Калос Лимен в III веке н. э. Сейчас его развалины находятся на северо-восточной окраине посёлка. В 1999—2000 гг. при раскопках развалин древнего городища были обнаружены культурные слои (осколки керамических изделий, кучи мусора, остатки строений и проч.), возраст которых предварительно был оценен в 4 тыс. лет, что отодвигает время основания поселения к XX веку до н. э. и возможно далее. Не исключается возможность и того, что поселение как таковое на этом месте существовало ещё до прихода эллинов. Окончательная датировка возникновения поселения будет определена после завершения раскопок и проведения экспертиз.
Поселение было окружено каменными крепостными стенами (возможно, сооружены до греческой колонизации — поверхность блоков грубо обработана, но с соблюдением геометрии в размерах) из каменных блоков довольно внушительных размеров, скрепленных между собой методом «ласточкин хвост» — в синхронные пазы двух плотно подогнаных соседних блоков вставлены доски из морёного дуба (данная технология применяется до сих пор в плотницком ремесле для соединения «без единого гвоздя», в том числе при изготовлении из дерева оконных рам, дверных коробок и так далее). Водоснабжение и канализация древнего поселения — родниковая вода из источника, расположенного неподалёку от поселения на возвышенности по каменному водопроводу с естественным уклоном поступала в городок, а нечистоты по каменному жёлобу сбрасывались в море — возможно являются одними из самых древних на территории Крыма. Так же при раскопках в одном из «домов» была обнаружена «ванна», выдолбленная из цельного камня и имеющая 2 отверстия — сливное снизу и переливное сбоку. В момент нахождения ванна была соединена с каменными водопроводом и канализацией (после окончания сезона раскопок в августе 2000 году ванна была расколота на две части неизвестными лицами). На месте античного городища были найдены следы салтово-маяцкого поселения. Обнаружены строительные остатки, состоящие из вытянутых двух- и трёхкамерных построек с дерновыми крышами. Керамический материал из этих слоёв представлен салтово-маяцкими сосудами с линейно-волнистым орнаментом.

В период Крымского ханства на берегу Каркинитского залива было основано поселение Акмесджит Лиман (Ак-Мечеть), которое упоминается в книге Тунманна как 
маленькое местечко Акмесджид с малонадежной гаванью…
 Почти одновременно в архивных документах встречается название ещё одного населенного пункта, расположенного на территории Тарханкутского полуострова — Шейхлар. Долгое время эти два населенных пункта фиксировались на географических картах раздельно, но постепенно Шейхлар и Ак-Мечеть слились и в единое поселение под названием Ак-Мечеть.
После присоединения Крыма к России в 1783 году, земли на берегу Ак-Мечетской бухты, общей площадью в 2745 десятины были дарованы графу Войновичу, командовавшему Севастопольской эскадрой. В 1824 году эти земли стали собственностью генерал-губернатора Новороссийского края графа М. Воронцова. Большая часть земель графа предназначалась для выпаса овец и верблюдов. В Ак-Мечети были разбиты виноградные и табачные плантации, производилось вино. В бухте граф построил каменную пристань. Воронцов построил церковь святых Захария и Елизаветы.
По документам 1835 года в городке Ак-Мечеть насчитывалось 20 дворов, в селе Шейхлар — 15 крестьянских усадьб. В 1885 году в Ак-Мечети была открыта церковно-приходская школа. В начале 1900 года земство открыло одноклассное училище, которое потом было реорганизовано в трёхлетнюю школу. Здесь работала больница на 14 коек.
12 ноября 1920 года переоборудованный вспомогательный крейсер «Буг» Морских сил Юга России в штормовую погоду затонул в районе Ак-Мечети, выскочив на камни. 4 июля 1924 года он снят с камней и сдан на слом. В 2005 году было поднято со дна моря 75-мм орудие, принадлежащее «Бугу». Сейчас это орудие находится в Музее Морской славы в Балаклаве.
В 1944 году Ак-Мечеть была переименована в Черноморское. С 1957 года Черноморское — посёлок городского типа.
Во время войны в Черноморском базировался 296-й Констанский дивизион торпедных катеров Черноморского флота. После раздела флота отошёл украинской стороне. Дивизион был расформирован в начале 2000-х годов. Часть кораблей была перебазирована в Севастополь. Также в Черноморском располагался полк ПВО с ЗРК С-200. Был расформирован в 1990-х годах.

## Население
| 1939    | 1959    | 1970    | 1979    | 1989    | 2001    | 2009    |
| ------- | ------- | ------- | ------- | ------- | ------- | ------- |
| 2512    | ↘2476   | ↗5128   | ↗6628   | ↗11 978 | ↘11 709 | ↘10 943 |
| 2010    | 2011    | 2012    | 2013    | 2014    | 2015    | 2016    |
| ↗10 983 | ↗10 991 | ↗11 039 | ↗11 098 | ↗11 267 | ↗11 356 | ↘11 355 |
| 2017    | 2018    | 2019    | 2020    | 2021    |         |         |
| ↘11 281 | ↗11 344 | ↗11 379 | ↗11 385 | ↗11 581 |         |         |

- 71,85 % русские
- 14,59 % украинцы
- 7,74 % крымские татары
- 4,94 % татары

В сезон отпусков — июнь-август — численность населения за счёт приезжающих на отдых колеблется в пределах 60-75 тысяч человек.

## Экономика

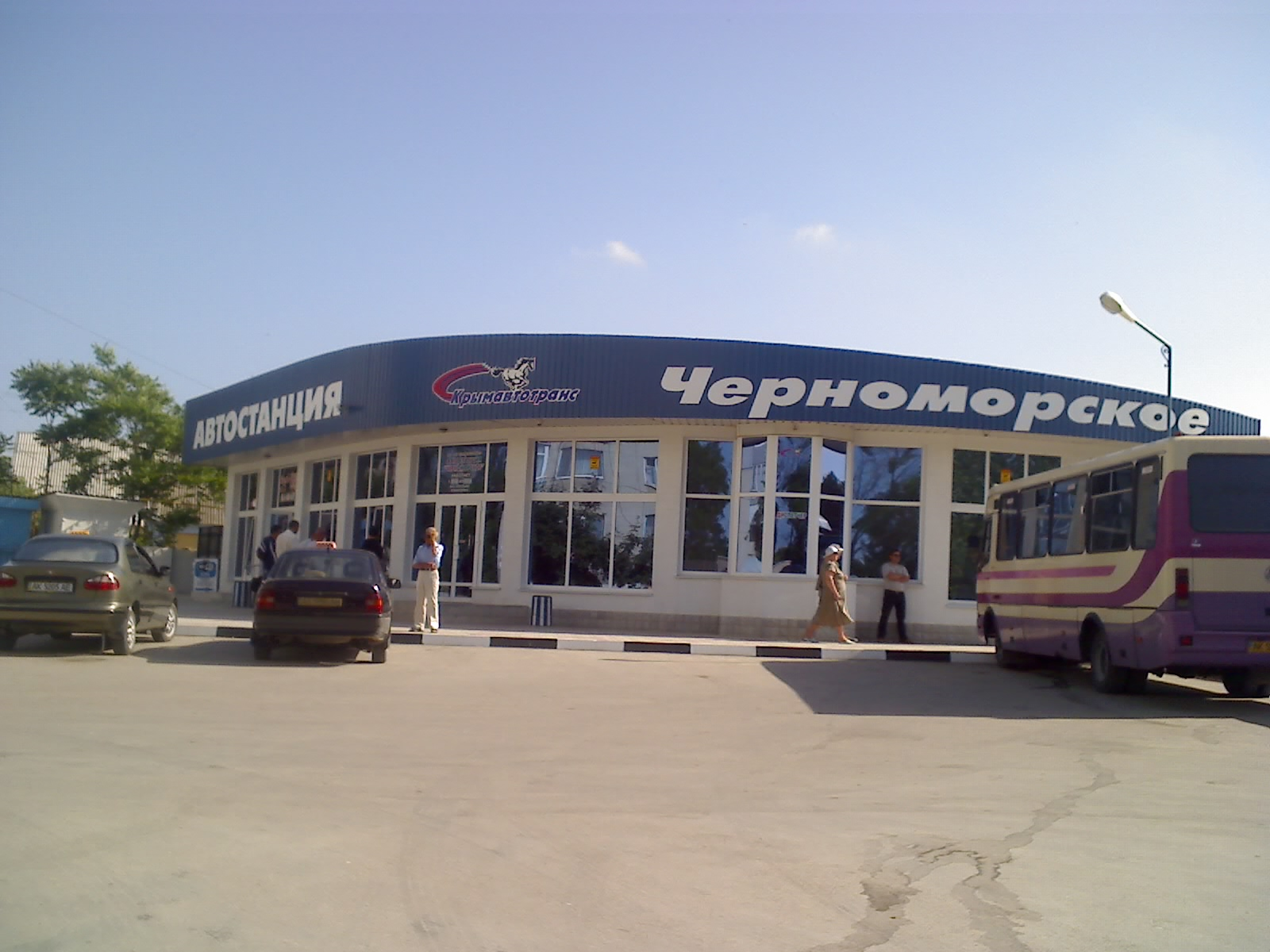
Новое здание Автовокзала пгт Черноморское

В Черноморском несколько промышленных предприятий, в том числе «Черноморнефтегаз», дорожная служба, молокозавод. На берегу моря расположена пляжно-парковая зона. Постепенно посёлок превращается в курортную зону. Действуют 9 пансионатов. В Черноморском работают 4 банка — РНКБ, ЧБРР, «Генбанк» и банк «Россия».

## Социальная сфера

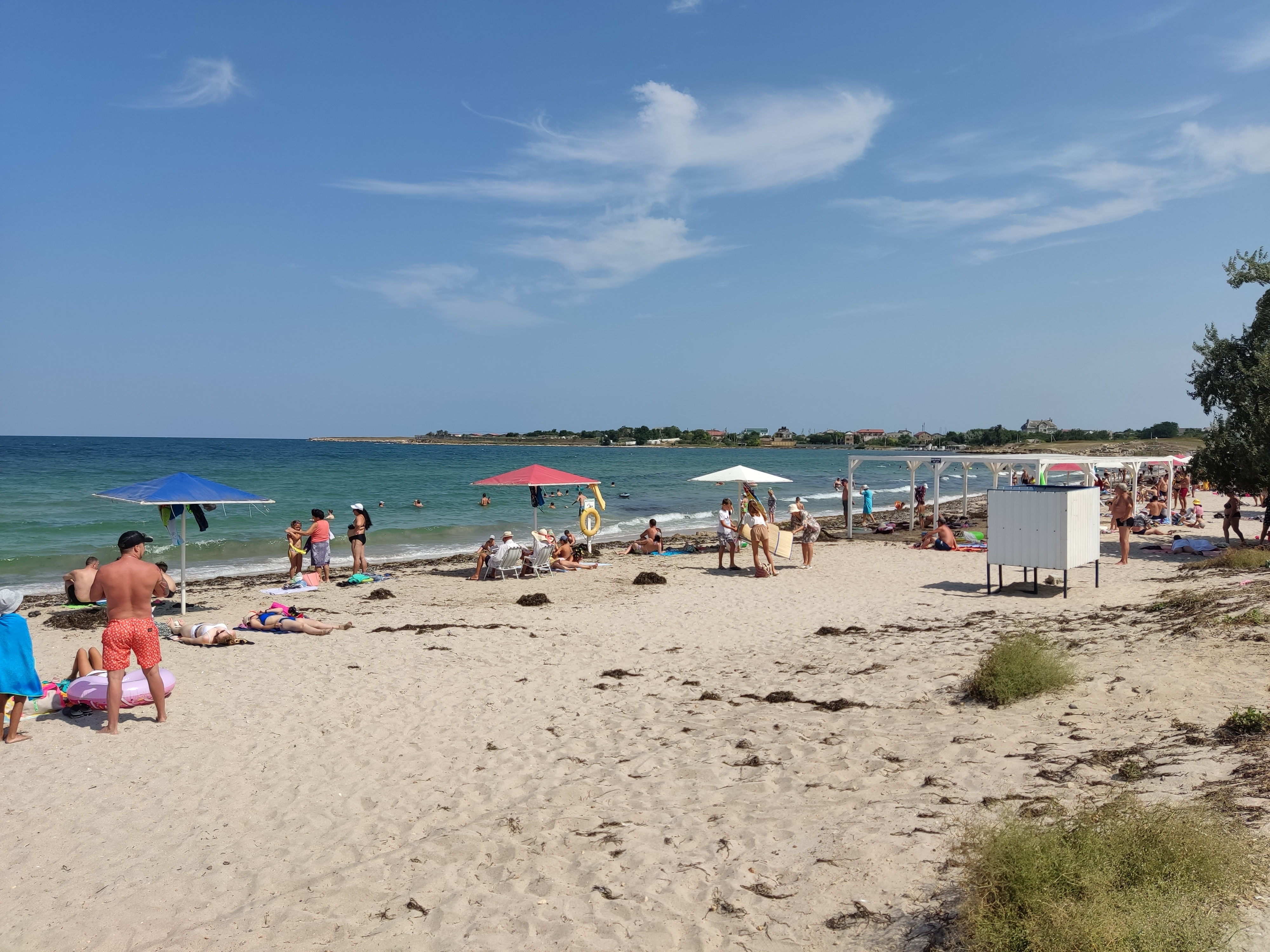
Пляж.

В поселке работают 3 общеобразовательные школы, 4 детских дошкольных учреждения, музыкальная и спортивная школы.
Функционирует центральная районная больница с поликлиникой, несколько частных стоматологических клиник, а также медицинские центры «CMD», «Праймер» и «Ivitro». Дом культуры, Центральная районная библиотека имени О. Корсовецкого, историко-краеведческий музей, кинотеатр «Мир кино», гостиница и пансионаты. Действует церковь Святых и праведных Захария и Елисаветы, возведённая в XIX веке.
Футбольные команды посёлка Черноморское неоднократно становились победителями и призёрами различных турниров Черноморского района.

## Калос Лимен

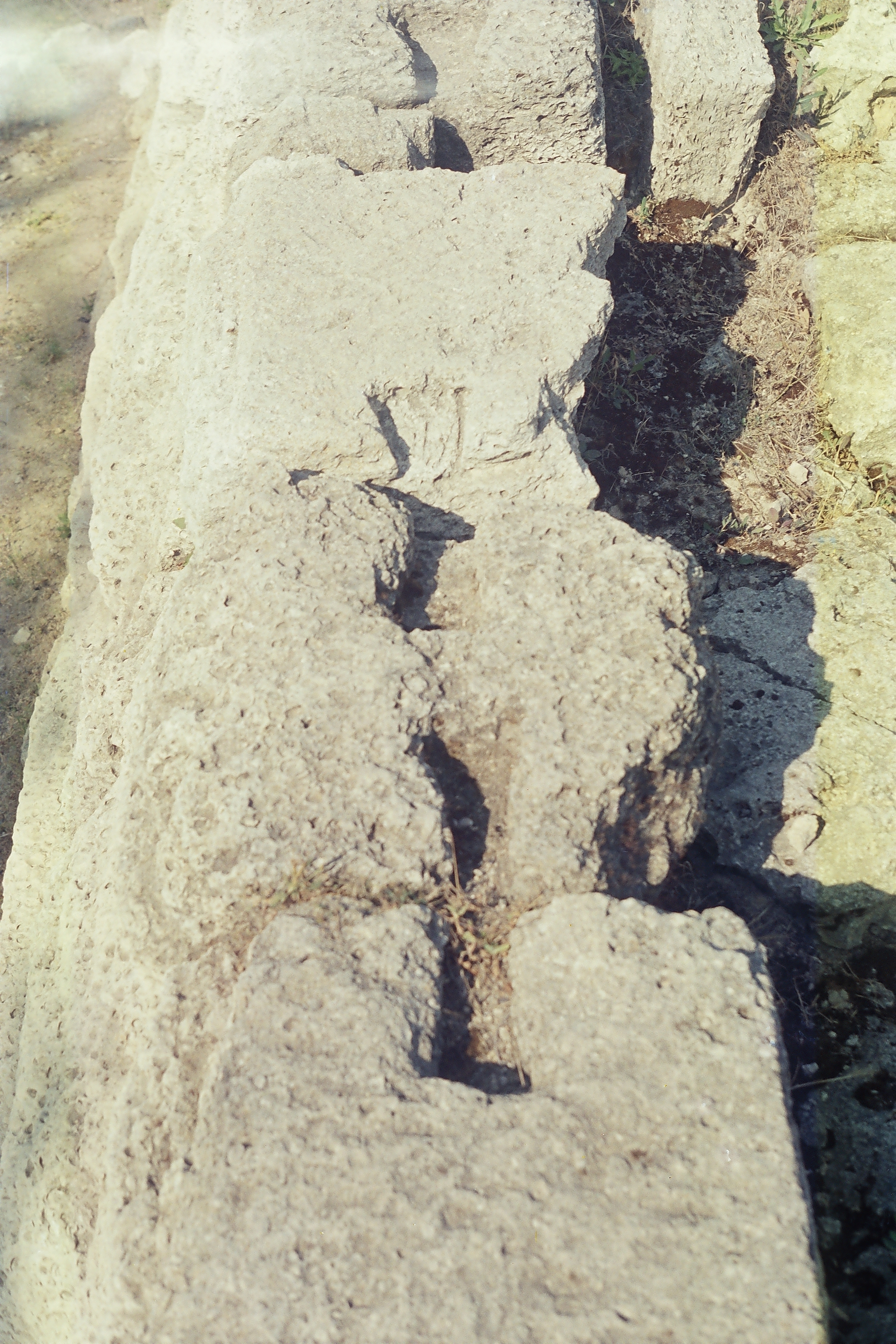
Калос Лимен — способ кладки стен из каменных блоков

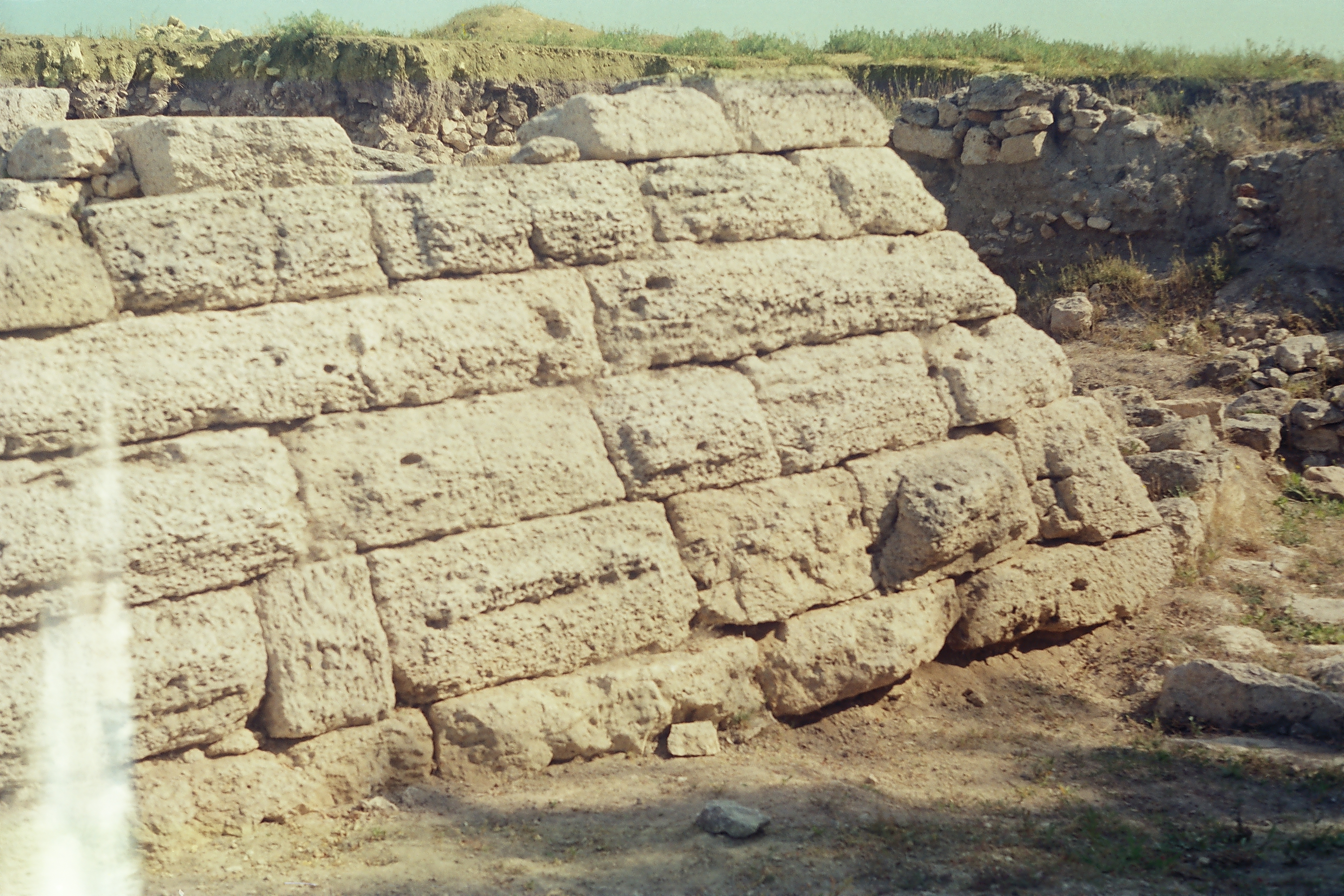
Калос Лимен — вид на нижнюю часть крепостной стены

Археологический памятник — античное поселение Калос Лимен, раскопки которого проводятся с 1985 года.

## Памятники
Памятник Ленину установлен в 1970-е годы на одноимённой площади, был демонтирован, а взамен него в 1980-е в 30-ти метрах от старого установлен новый. В сквере Героев в центре посёлка установлен обелиск в память черноморцев, погибших в годы Великой Отечественной войны. На доме № 7 по улице Почтовой, в котором с 1958 по 1980 год жил Н. И. Зубов, в 2003 году размещена мемориальная доска, напоминающая о встречах здесь А. И. Солженицына с Зубовыми (см. Свидетели «Архипелага ГУЛАГ» и Тайные помощники). В 2006 году на ул. Кирова был установлен памятник погибшим в Афганской войне (1979—1989). В 2019 году в районе старой пристани установлен памятник погибшим морякам ПЛ Щ-216 в виде двух якорей и рынды, с именами погибших.